# Shag Island
Pour l’article homonyme, voir Île Shag pour l'île du Québec.
Pour les articles homonymes, voir Shag.
Shag Island ou Shag Islet est une petite île inhabitée d'Australie située dans le sud de l'océan Indien, faisant partie du territoire extérieur des îles Heard-et-MacDonald situé à 10km au Nord de l'île Heard.
Il existe d'autres affleurements émergents à proximité comme Sail Rock ou Drury Rock.